# Siège de Bois-le-Duc (1794)
Pour les articles homonymes, voir Siège de Bois-le-Duc.
Guerre de la Première Coalition
Batailles
Le siège de Bois-le-Duc qui eut lieu du 23 septembre au 5 octobre 1794, pendant la guerre de la Première Coalition, voit la ville prise par l'armée révolutionnaire française.

## Contexte
L'armée du Nord avait besoin d'une place forte pour poursuivre les Anglais au-delà de la Meuse. Les Français jetèrent leur dévolu sur Bois-le-Duc car sa position leur parut la plus convenable pour servir d'entrepôt de vivres. Mais l'entreprise était périlleuse : des forts bien entretenus et bien armés entouraient cette place, ce qui ajoutait à sa force et à sa défense, c'étaient des inondations qui en faisaient comme une île, ayant jusqu'au pied de ses remparts des fossés d'eau de six cents mètres de largeur, en tous sens. Ainsi, de quelques larges brèches que leurs murs eussent été atteints, combien aurait-il fallu de fascines pour arriver sur la brèche? Ces obstacles ne rebutèrent point les Français, quelques énormes qu'ils fussent.

## Le siège
Les Français n'avaient point d'artillerie de siège, mais la garnison était faible, et l'on se fia à la bonne fortune. 
Les forts de Crève-Coeur, d'Orthen et la ville furent attaqués en même temps.
En s'emparant de ces trois points, la place était privée de toute communication avec la Meuse et  le 23 septembre 1794 la ville fut investie. Dès le lendemain, les Hollandais évacuèrent le fort Orthen, et les Français y entrèrent. Ils y établirent des batteries d'obusiers et de canons, à cent soixante mètres des ouvrages extérieurs. 
La tranchée fut ouverte devant le fort de Crève-Cœur, et il fut bombardé avec une telle vigueur, que, le 29 septembre, il se rendit au général Delmas.
L'occupation de ce fort devenait un point d'appui bien essentiel pour affaiblir les moyens de défense de Bois-le-Duc, et, en ouvrant le passage de l'île de Bommel , il offrait une position dont l'occupation décidait de l'invasion de la Hollande.
Les Français se rendirent maîtres en outre du fort Saint-André; mais on négligea de mettre en état de défense les fortifications toutes démantelées, et les Hollandais, profitant d'un côté de cet oubli, et d'un autre connaissant l'importance dont ce fort était pour la sûreté de la Hollande, l'attaquèrent, s'en rendirent maîtres, et le mirent à l'abri d'un coup e main.
On ne pressait point le siège de Bois-le-Duc, et déjà cette entreprise faisait naître des inquiétudes. Les inondations avaient une plus grande étendue par l'effet des pluies. Les tranchées auprès des ouvrages extérieurs n'étaient plus praticables.
L'artillerie de siège venait d'arriver, il fallait l'établir, et le sol inondé ne permettait point pour cela ce genre de travaux, aussi longs que difficiles, d'ailleurs, on ne pouvait en approcher par rapport à la proximité des forts isolés qui environnaient la ville, dont une partie était déjà incendiée par l'effet des pièces de campagne ou par les obus.
Déjà l'opinion, plus forte que les armes, y parlait en faveur des Français. Mais le gouverneur, au moment où l'on y pensait le moins, demanda à capituler. Ce militaire hollandais craignait si singulièrement les bombes, qu'il s'était casematé. Il avait fait blinder sa demeure avec des madriers de bois et du fumier.
On se hâta d'accepter sa capitulation, en lui accordant les honneurs de la guerre. Il rentra en Hollande avec sa garnison, prisonnière de guerre sur parole. On trouva sur les remparts cent quarante-six bouches à feu, et cent trente milliers de poudre dans les magasins. Les Français s'étonnèrent qu'avec de telles munitions de guerre on eût cédé aussi vite, ce qui n'annonçait point une nation belliqueuse.